# 오스카르 메나
오스카르 알시데스 메나 페르난데스(스페인어: Oscar Alcides Mena Fernández, 1970년 11월 30일, 부에노스 아이레스 주 루한 ~)는 "엘 멘초"(El Mencho)라는 별칭으로도 알려진 아르헨티나의 전 축구 선수로, 현역 시절 수비형 미드필더로 활약했으며, 이후 감독도 역임했다.

## 선수 경력
부에노스 아이레스 주 루한출신인 메나는 클루브 루한에서 축구를 시작해 데펜소레스로 이적하여 3부 리그에서 초년을 보냈다. 1994년, 그는 플라텐세 소속으로 프리메라 디비시온을 경험했고, 라누스에서 1년을 더 보냈다.
1997-98 시즌, 메나와 카를로스 로아 골키퍼는 스페인의 마요르카로 건너갔다. 본래 수비지향적 선수였지만, 메나는 이 시즌에만 라 리가에서 7골을 넣어 발레아레스 제도 연고 구단이 세군다 디비시온에서 갓 승격한 원년에 5위의 성적을 기록하고 코파 델 레이에서도 준우승의 성적을 거두었다.
뒤이어, 메나는 아틀레티코 마드리드로 이적해 치열히 주전을 경쟁했고, 부상에도 허덕였다. 그는 스페인의 2부 3부와 4부 리그에서 스페인 무대에서의 활약을 이어났고, 그에 앞서 올림포로 이적하여 잠깐 아르헨티나 무대로 복귀하기도 했다.

## 감독 경력
메나는 2005년 2월에 현역에서 은퇴하고, 얼마 뒤 아틀레티코 마드리드에 복귀해 실내축구를 지도했다. 얼마 후, 그는 감독일을 본격적으로 시작해 "매트리스 제작자들"(Colchoneros)의 유소년부와 3군의 수석 코치 대행도 맡았다.
2014년 2월 10일, 사리녜나와의 3부 리그 경기에서 패해 아틀레티코 마드리드 B가 강등권으로 처지자, 메나가 마찬가지로 1990년대 구단의 선수로 활약했던 알프레도 산타엘레나를 대신해 지휘봉을 잡았다.